# علي السلمي
علي السلمي (12 مارس 1936 بمحافظة الإسكندرية - ) هو أكاديمي شغل منصب نائب رئيس الوزراء في حكومة عصام شرف، كما شغل منصبين وزاريين في أواخر السبعينيات. وهو متزوج وله ثلاثة أبناء. أثارت وثيقة المبادئ فوق الدستورية الذي طرحها سنة 2011 في ظل ثورة 25 يناير جدلاً كبيراً.

## المؤهلات العلمية
- بكالوريوس إدارة الأعمال من كلية التجارة جامعة الإسكندرية عام 1956.
- ماجستير في إدارة الأعمال عام 1964.
- دكتوراه من جامعة إنديانا (الولايات المتحدة)عام 1967.

## السيرة المهنية
- محاسبًا بشركة إسو للبترول عام 1956.
- محاسبًا بالبنك الأهلي المصري والبنك المركزي بالإسكندرية في الفترة من 1956 إلى 1961.
- باحثًا بالمعهد القومي للإدارة العليا من 1961 إلى 1963.
- مدرسًا بكلية التجارة جامعة القاهرة من 1967 إلى 1974.
- أستاذاً مساعداً لإدارة الأعمال بكلية التجارة والاقتصاد والعلوم السياسية بجامعة الكويت من 1974 إلى 1977.

### المناصب الإدارية
- مدير مركز بحوث التنمية والتخطيط التكنولوجي بجامعة القاهرة من 1979 إلى 1981.
- منذ 1981 أستاذ إدارة الأعمال بكلية التجارة جامعة القاهرة.
- في 1983 مدير مركز البحوث والدراسات التجارية بجامعة القاهرة.
- في 1986 نائب رئيس جامعة القاهرة.

## الحقائب الوزارية
- 1978-1977 وزير الدولة للتنمية الإدارية.
- 1979-1978 وزير الدولة للرقابة والمتابعة.

## عضوية المنظمات والاستشارات
- 1974-1969 خبيرًا بالمنظمة العربية للعلوم الإدارية بجامعة الدول العربية.
- 1973-1972 مستشاراً بالمركز القومي للبحوث والإدارة (أراك).
- 1974-1972 مستشاراً بالجهاز المركزي للتعبئة العامة والإحصاء.
- من 1982 مستشاراً بمجلس الغرف التجارية الصناعية السعودية بالرياض.
- عضو الجمعية المصرية لتطبيق بحوث العمليات.
- عضو الجمعية المصرية للاقتصاد السياسي والإحصاء والتشريع.
- عمل عضوًا في جمعية إدارة الأعمال العربية
- عضو شعبة التنظيم والإدارة بنقابة التجاريين المصرية
- 1987 اختير عضوًا بمجلس إدارة المعهد الدولي التابع لمنظمة العمل الدولية.

## مؤلفاته
- 1968-1969 مقدمة في العلوم السلوكية ، دار المعارف بمصر، القاهرة.
- 1968-1969 بحوث التسويق - مدخل سلوكي، دار المعارف، القاهرة.
- 1968-1969 إدارة الإعلان، دار المعارف، القاهرة.
- 1970 إدارة الأفراد لرفع الكفاءة الإنتاجية، دار المعارف، القاهرة.
- 1970 الإدارة العلمية، دار المعارف، القاهرة.
- 1971 العلوم السلوكية في التطبيق الإداري، دار المعارف، القاهرة.
- 1971 بحوث العمليات لاتخاذ القرارات الإدارية، دار المعارف، القاهرة.
- 1973 الأساليب الكمية في الإدارة، دار المعارف، القاهرة.
- 1973 سياسات واستراتيجيات الإدارة في الدول النامية، دار المعارف، القاهرة. (بالاشتراك مع نهرت ل. س.).
- 1973 السلوك الإنسانى في الإدارة، دار المعارف، القاهرة.
- 1975 تطور الفكر التنظيمي، وكالة المطبوعات، الكويت.
- 1978 تحليل النظم السلوكية، مكتبة غريب، القاهرة.
- 1979 الإدارة المصرية: رؤية جديدة، الهيئة المصرية العامة للكتاب، القاهرة.
- 1981 الإدارة المعاصرة، مكتبة غريب، القاهرة.
- 1983 الإدارة العامة، مكتبة غريب، القاهرة.
- 1985 إدارة الأفراد والكفاءة الإنتاجية، مكتبة غريب، القاهرة.
- 1991 إدارة الإنتاجية، مكتبة غريب، القاهرة.
- 1991 إدارة القطاع العام، مكتبة غريب، القاهرة.
- 1991 إدارة الموارد البشرية، مكتبة غريب، القاهرة.
- 1991 التخطيط والمتابعة، مكتبة غريب، القاهرة.
- 1993 الإدارة المصرية في مواجهة الواقع الجديد، مكتبة غريب، القاهرة.
- 1993 السلوك التنظيمي، مكتبة غريب، القاهرة.
- 1994 السلوك الإنساني في منظمات الأعمال، مكتبة غريب، القاهرة.
- 1995 التخطيط والمتابعة، مكتبة غريب، القاهرة.
- 1995 إدارة الجودة الشاملة ومتطلبات التأهل للأيزو 9000، مكتبة غريب، القاهرة.
- 1995 السياسات الإدارية في عصر المعلومات، مكتبة غريب، القاهرة.
- 1996 الإدارة المتفوقة، الجمعية العربية للإدارة، القاهرة.
- 1997 تطوير الأداء وتجديد المنظمات، دار قباء، القاهرة.
- 1997 إدارة السلوك الإنساني، مكتبة غريب، القاهرة.
- 1997 الإعلان فنون وجنون، مكتبة غريب، القاهرة.
- 1999 الإدارة بالأهداف: طريق المدير المتفوق، مكتبة غريب، القاهرة.
- 2000 المهارات الإدارية والقيادية للمدير المتفوق، مكتبة غريب، القاهرة.
- 2001 خواطر في الإدارة المصرية، مكتبة غريب، القاهرة.
- 2001 إدارة الموارد البشرية الاستراتيجية، مكتبة غريب، القاهرة.
- 2002 إدارة التميز، مكتبة غريب، القاهرة.
- 2002 تطور الفكر التنظيمي، مكتبة غريب، القاهرة.
- 2004 إدارة السلوك التنظيمي، مكتبة غريب، القاهرة.
- 2005 رحلتي مع الإدارة، مكتبة غريب، القاهرة.
- 2007 مصر المحروسة، ميريت للنشر والملعومات، القاهرة.
- 2009 مصر المحروسة من ثاني، مكتبة الشروق الدولية، القاهرة.
- 2013 التحول الديمقراطي وإشكالية وثيقة المبادئ الدستورية، مركز المصري للدراسات والمعلومات، القاهرة.
- 2013 عام من الإخفاق وكيفية صناعة الإنجاز، دار سما للنشر، القاهرة.
- 2013 إدارة الأزمات في مصر، شركاء التنمية للبحوث والاستشارات والتدريب، القاهرة.
- 2014 مصر المحروسة ثورة حتى النصر، دار سما للنشر، القاهرة.

ومن الترجمات:
- 1976 مقدمة في إدارة الأعمال: تأليف إير موسترونخ

عدا العديد من البحوث الإدارية والأعمال الاستشارية في التنمية الإدارية. كما مثل مصر في العديد من مؤتمرات الإدارة العليا والعلوم الإدارية ومشروعات التنمية.